# نویز قهوه‌ای

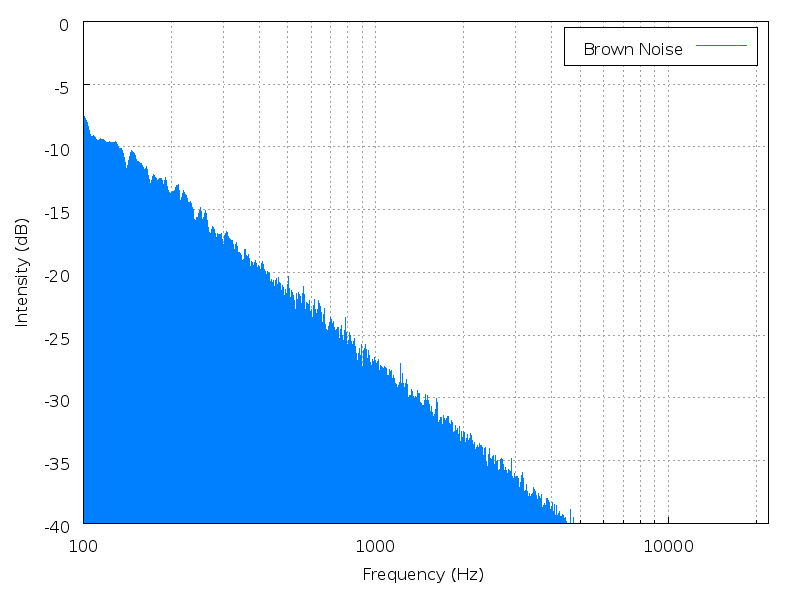
نویز براونی

نویز براونی یا نویز قهوه‌ای یا نوفهٔ براون (به انگلیسی: Brown noise) نوعی نویز است که از طریق حرکت براونی ایجاد می‌شود. در واقع این نویز ربطی به رنگ قهوه‌ای ندارد و نام آن برگرفته از حرکت براونی در فیزیک است.

## کشف
نخستین بار یک گیاه‌شناس به نام رابرت براون در سال ۱۸۲۷ به وجود نویز براونی پی برد.

## ویژگی‌ها

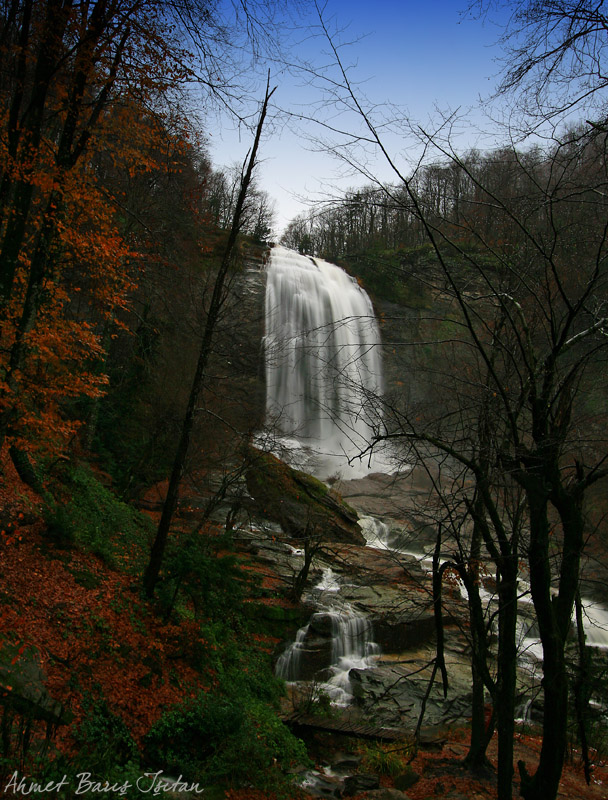
صدای براون نویز شبیه به صدای آبشار است.

نویز براونی صدایی با بسامد پایین شبیه صدای باران شدید یا صدای آبشار است. این نویز که هنوز پژوهش‌های چندانی در مورد آن انجام نشده است، شبیه به نویز سفید است. اما در مقایسه با آن، خش‌خش و اصوات سوت‌مانند کمتری دارد. زیرا صداهای با بسامد‌های بالا در آن کمتر هستند. نویز قهوه‌ای را در بسیاری مکان‌ها مانند فضای داخل هواپیما و پدیده‌های طبیعی جهان می‌توان شنید.

## اثرات
باور بر این است که در مقایسه با شرایطی که سکوت کامل برقرار باشد کمی نویز در پس زمینه میزان هشیاری مغز را افزایش میدهد و محرک فعالیت ذهنی است. گفته می‌شود استقبال مردم از نویز قهوه‌ای به دلیل نیاز برای گریز از پریشانی‌ها و سردر‌گمی‌های زندگی روزانه و هم‌چنین افکار در‌هم‌پیچیده است.
دانشمندان گمان می‌کنند که صداهای پس‌زمینه، مانند نویز قهوه‌ای می‌توانند سطح برانگیختگی مغز را بالا برده و به عملکرد بخش هشدار مغز کمک کند. این نویز می‌تواند به مبتلایان به کم‌توجهی ــ‌ بیش‌فعالی کمک کند.

## محبوبیت
هشتگ #brownnoise بیش از ۸۶ میلیون بار در شبکه اجتماعی تیک‌تاک استفاده شده است که کاربران فواید و اثرات این نویز را به اشتراک گذاشته‌اند. فعالیت‌های انجمن مبتلایان به کم‌توجهی ــ‌ بیش‌فعالی در شبکه‌های اجتماعی در محبوبیت این نویز، تاثیرگذار بوده است.